# Glipa bandana
Glipa bandana es una especie de coleóptero de la familia Mordellidae.

## Distribución geográfica
Habita en las Molucas (Indonesia).